# 叶秋原
叶秋原（1907年—1948年3月2日）原名叶为耽，字秋原，以字行。教名方济各，笔名有林竹然、凌黛、李锦轩等。，浙江杭州人，中华民国法学家、人类学家、记者。

## 生平
叶为耽1922年时为杭州宗文中学毕业班学生，期间与施蛰存、戴望舒、张天翼等人交往，并共同组织成立“兰社”。后赴美国留学，获社会学硕士学位。1930年代初回国后，在史量才安排下进入申报馆资料馆工作，并为《前锋周报》起草了《民族主义文艺运动宣言》。1936年他在《震旦人与周口店文化》一书中曾提出将Sinanthropus pekinensis（即北京人）的中文名改为“震旦人”。此名称提出后曾在一定范围内被采用，然终未通行。
吴经熊创办《天下月刊》后他进入编辑部任编辑，还曾担任过立法委员。后在吴经熊影响下入天主教，1940年受洗。1948年3月2日逝世，年仅40岁。

## 著作
- 叶秋原，艺术之民族性与国际性，联合书店，1929年
- 叶秋原，美国生活，世界书局，1929年
- 叶为耽，震旦人与周口店文化，商务印书馆，1936年
- 叶秋原，朝圣行脚，上智编译馆，1947年
- 叶秋原译，帝国主义之政治的解剖，现代书局
- 叶秋原译，民族的国际斗争

## 家庭
- 父：叶希明
- 堂兄：叶为铭，篆刻家。